# Mullutu
Mullutu (Duits: Mullut) is een plaats in de Estlandse gemeente Saaremaa, provincie Saaremaa. De plaats heeft de status van dorp (Estisch: küla) en telt 35 inwoners (2021).
Tot in december 2014 behoorde Mullutu tot de gemeente Kaarma, tot in oktober 2017 tot de gemeente Lääne-Saare en sindsdien tot de fusiegemeente Saaremaa.
Mullutu ligt aan het meer Mullutu-Suurlaht, een van de grootste meren van Estland.

## Geschiedenis
Mullutu werd voor het eerst genoemd in 1645 onder de naam Mulleto. De nederzetting behoorde tot het landgoed Nolgimõisa (Duits: Schultzenhof). In de 17e eeuw werden de landarbeiders van Schultzenhof overgenomen door het landgoed van Randefer (Estisch: Randvere) en vertrokken de bewoners van Mullutu daarheen. In Mullutu werd een nieuw landgoed gesticht.
In 1920 ontstond een nederzetting op het terrein van het vroegere landgoed Mullutu. In 1977 kreeg ze de status van dorp.